# Bojni nož
Bojni nož je borilni nož, ki se ga uporablja izključno za vojaško uporabo in je v prvi vrsti namenjen za goloroki boj ali pri boju iz bližine. Bojni oziroma vojaški noži se po koncu pozicijskih vojn sekundarno uporabljajo tudi za odstranjevanje listja, sekanje vej, odpiranje zabojev itd., zato se ga včasih prime ime "vojni-delovni nož".